# 圣让鲁尔
圣让鲁尔（法語：Saint-Jean-Roure，法語發音：[sɛ̃ ʒɑ̃ ʁuʁ]）是法国阿尔代什省的一个市镇，属于罗讷河畔图尔农区。

## 地理
圣让鲁尔（44°56'31"N, 4°25'45"E）面积23.99 平方千米，位于法国奥弗涅-罗讷-阿尔卑斯大区阿尔代什省，该省份为法国东南部内陆省份，北起顺时针与卢瓦尔省、伊泽尔省、德龙省、沃克吕兹省、加尔省、洛泽尔省和上盧瓦爾省接壤。
与圣让鲁尔接壤的市镇（或旧市镇、城区）包括：勒谢拉尔、若纳克、贝尔桑特、圣阿格雷沃、圣谢尔热-苏勒谢拉尔、圣马丹德瓦拉马斯、代赛涅、圣于连丹特尔。

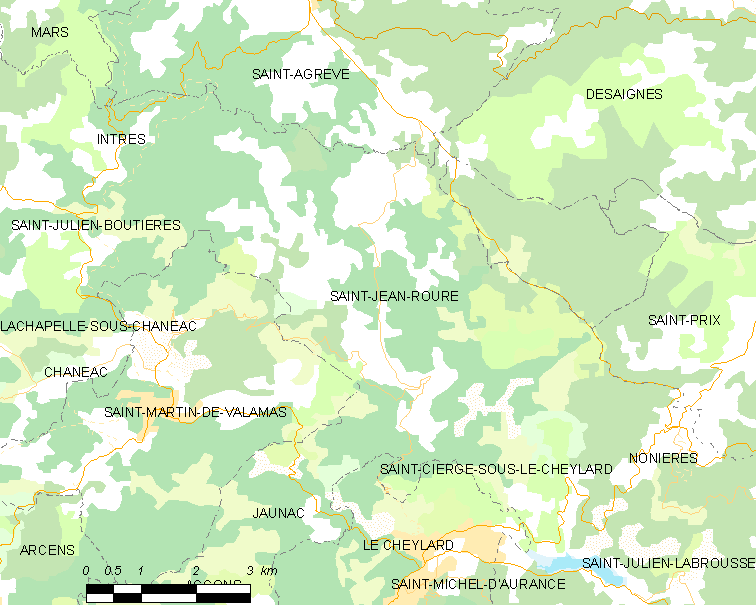
圣让鲁尔的OSM定位图

圣让鲁尔的时区为UTC+01:00、UTC+02:00（夏令时）。

## 行政
圣让鲁尔的邮政编码为07160，INSEE市镇编码为07248。

## 政治
圣让鲁尔所属的省级选区为上埃里约县。

## 人口

1962-2008年间圣让鲁尔人口变化图示

圣让鲁尔于2022年1月1日时的人口数量为264人。